# Libertino (personaje tipo)

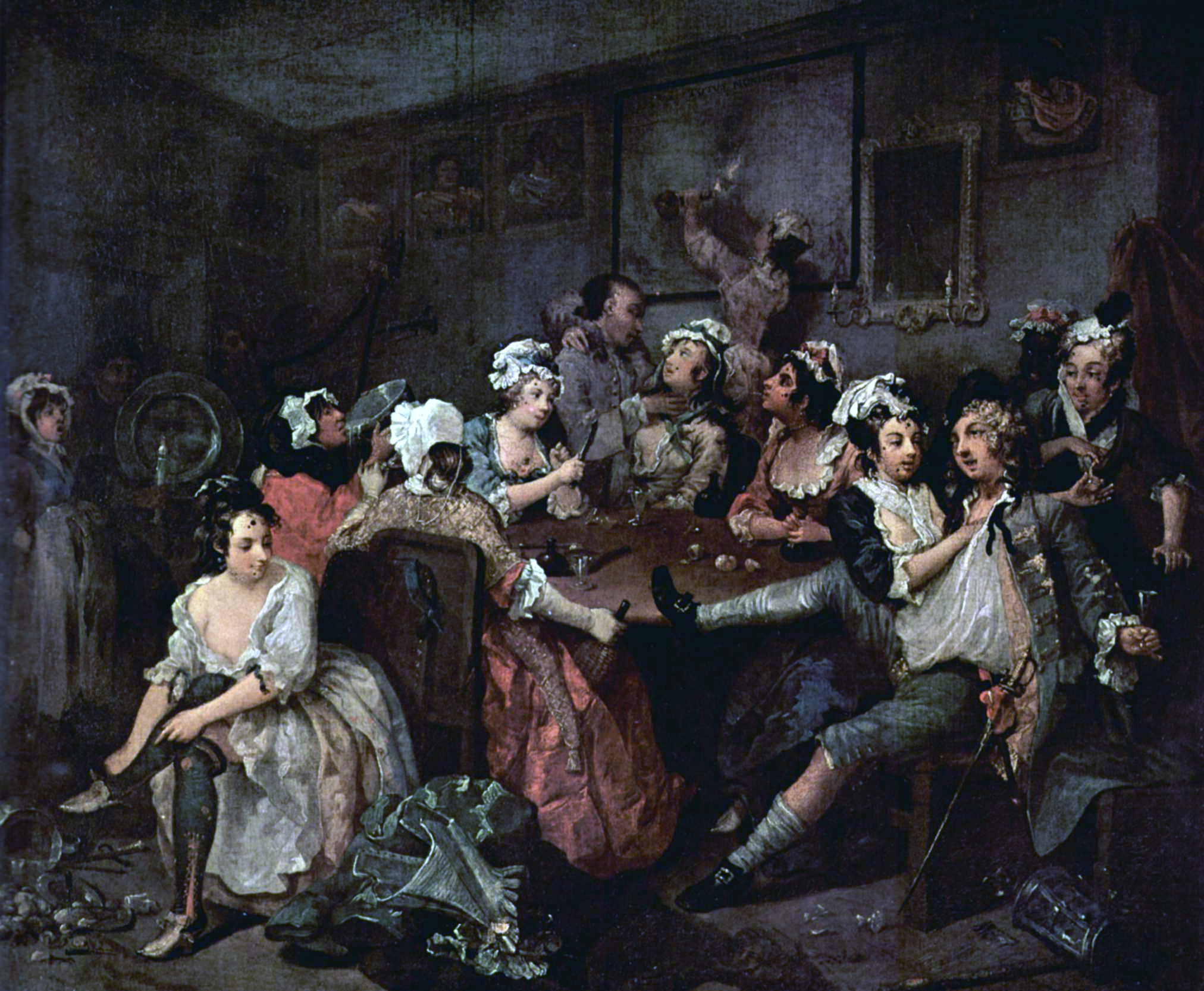
Escena de taberna, de El Progreso del Libertino por William Hogarth.

Libertino y libertinaje, en arte y literatura, definen la «conducta desenfrenada en las obras o en las palabras», y por lo general asociada a los placeres y los caprichos. Como personaje tipo ha sido frecuente en la narrativa, la dramaturgia y la filosofía, dando cuerpo a diversos modelos de depravación, promiscuidad y hedonismo, o al cortesano y el filósofo escéptico o pirrónico del siglo xviii. Algunos contextos llegan a relacionar al libertino con el nihilista más descreído. En castellano, libertino proviene del latín libertīnus que significa «hijo del liberto»; es decir, el hijo de un esclavo romano que había comprado la libertad a su patrón.
En el contexto histórico de este personaje tipo en la literatura y el idioma inglés, el término se aplicaba a un hombre habituado a conductas inmorales, en particular uno dedicado a andar detrás de las mujeres. A menudo, era pródigo y derrochaba su fortuna (generalmente heredada) en el juego, el vino, las mujeres y las canciones, contrayendo cuantiosas deudas. 
Desde el punto de vista social, se considera libertinaje, cuando una persona deja por completo de lado los prejuicios (constructos de la sociedad y la cultura) y ejerce una libertad total; independientemente de lo que dicte la ley y las instituciones en esa sociedad.

## En la literatura y la historia
En la literatura, además de los varios modelos de Don Juan, el libertino se ha relacionado con parte de la obra de escritores como Cagliostro, Giacomo Casanova, Lord Byron y el Marqués de Sade.
Otros personajes asociados a la figura del libertino podrían ser: El estudiante de Salamanca, de José de Espronceda (1840); Dorimant, el héroe de Hombre a la moda de George Etherege, basado en el histórico conde de Rochester; Tom Rakewell, protagonista de la serie de pinturas y grabados de William Hogarth; El progreso del libertino de Ígor Stravinski; el vizconde de Valmont de Las amistades peligrosas (1782), obra de Choderlos de Laclos; así como otros personajes de Charles Dickens, Thomas Hardy, o el Rodolphe Boulanger de Madame Bovary.

## El modelo histórico inglés
En la cultura anglosajona se relaciona con el rake-hell, el que aviva los fuegos del infierno, en la raíz etimológica del nórdico antiguo reikall ("vagabundo"), adaptado en Inglés medio como rakel.[cita requerida]
Durante el período de la Restauración inglesa (1660-1688), se usaba el término libertino (rake) para describir al aristócrata desenfadado e ingenioso, sexualmente irresistible y tipificado por los cortesanos del rey Carlos II; ejemplarizado en John Wilmot o Charles Sackville, que inspirarían personajes de la comedia de la Restauración de los años 1660 y 1670. Después del reinado de Carlos II, y especialmente después de la Revolución gloriosa de 1688, el libertino se convirtió en el blanco de los cuentos moralizadores en los que su destino típico era la prisión por deudas, una enfermedad venérea, o, en el caso representado por William Hogarth en su serie El progreso del libertino, la locura y en internamiento en el manicomio de Bedlam.[cita requerida]